# Palazzine di piazza Poggi
Le palazzine di piazza Poggi sono due edifici civili del centro storico di Firenze, situati in piazza Giuseppe Poggi 1 e via di San Niccolò 1.

## Storia e descrizione
Gli edifici si propongono all'imbocco di via San Niccolò, una con ingresso sulla via  (a sinistra) e una sulla piazza, ciascuna con un fronte organizzato su quattro assi, con elementi in pietra artificiale (fatta eccezione per alcune bozze in pietra naturale nella parte inferiore delle pilastrate poste alle estremità) che rimandano al tipico linguaggio neorinascimentale in uso attorno alla metà dell'Ottocento. La facciata, a tre assi, si presenta fortemente caratterizzata al piano terreno dall'uso di un paramento a grossi blocchi di pietra a determinare una 'rustica'; lo stesso effetto è ottenuto al piano superiore (con mezzanino), questa volta facendo ricorso all'uso di pietra artificiale. Il fronte che denota maggior impegno progettuale è quello che guarda alla piazza Giuseppe Poggi, con un disegno che ricorre con minime varianti anche sulle altre palazzine (due su questo lato, una sull'opposto) che delimitano la stessa piazza.
Si tratta infatti del frutto di un progetto unitario, dovuto all'architetto Giuseppe Poggi e strettamente legato alla sistemazione delle rampe che salgono al piazzale Michelangelo e all'isolamento dell'antistante porta di San Niccolò (1875), in modo da costituire sia il traguardo monumentale della sistemazione di questa parte della collina sia una adeguata soluzione all'accesso verso il borgo di San Niccolò. Evidente è l'obiettivo di uniformarsi al carattere dei muri a retta e degli altri elementi d'arredo delle Rampe. 
Precedentemente all'intervento poggiano, la strada proseguiva fino a saldarsi alla porta con altre case che, espropriate, vennero abbattute per la realizzazione del grande spazio aperto sul fiume. 
Annota Grazia Gobbi (1976): "Le semplici facciate, tra loro identiche, sono risolte con il consueto mestiere, attraverso l'uso di pochi elementi della tradizione aulica, quali il bugnato rustico, le lesene a bugne alternate che scandiscono il piano superiore, e le poche modanature che interrompono il bugnato". L'intervento del Poggi è limitato alle facciate, mentre gli interni sono dell'ingegnere Narciso Frosali. Gli esterni dell'edificio sono stati sottoposti a vincolo architettonico nel 1964, giudicando "l'insieme di grande nobiltà e di notevole interesse architettonico". I fronti sono stati restaurati nel 1991. 
Nella palazzina di sinistra - stando alle ricerche di Andrea Cecconi (2009) - nacque nel 1917 il critico letterario e poeta Franco Fortini, al tempo in cui l'edificio era occupato da una pensione.